# Ferrari FF

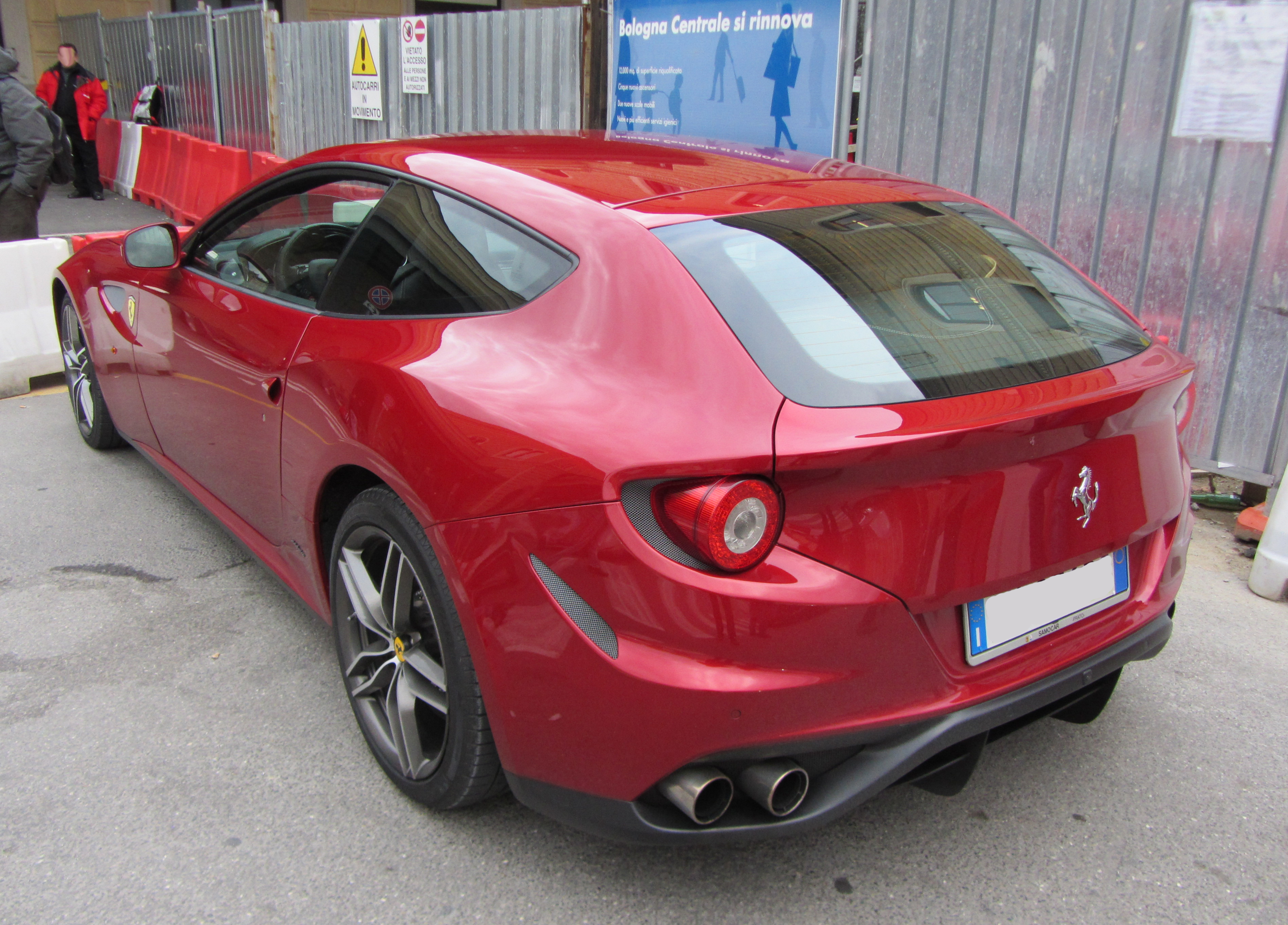
Vista trasera

Ferrari FF es un automóvil deportivo de gran turismo desarrollado por el fabricante de automóviles italiano Ferrari y diseñado por Pininfarina. Fue presentado oficialmente al público en el Salón del Automóvil de Ginebra en marzo de 2011. Es el primer modelo de Ferrari con tracción total (4RM).
La denominación «FF» es el acrónimo de Ferrari Four -cuatro en inglés-, que hace referencia a las cuatro plazas y la tracción a las cuatro ruedas.

## Características Ferrari FF
| Cilindrada                | 6262 cm³ (382 plg3) |
| Par motor máximo          | 69,6 kgm (683 Nm; 504 lb-pie) a 6.000 rpm                                                                                 |
| Aceleración               | De 0 a 100 km/h (62 millas por hora) en 3,7 segundos                                                                      |
| Alimentación              | Inyección directa de gasolina, aspiración natural                                                                         |
| Reparto de peso           | 47% en el eje delantero y 53% en el trasero                                                                               |
| Controles electrónicos    | 4RM (integración de los controles de F1-Trac, Ediff y PTU) ABS/EBD y ESC                                                  |
| Capacidad máxima de carga | 450 L (118,9 galones americanos); 800 L (211,3 galones americanos) (reclinando los respaldos de los asientos posteriores) |